# Národní park Taroko
Národní park Taroko (znaky: 太魯閣國家公園, pinyin: Tài lǔ gé guójiā gōngyuán, český přepis: Tchaj-lu-ke kuo-ťia kung-jüan; tchajwansky: Thài-ló͘-koh Kok-ka Kong-hn̂g) je jeden z devíti národních parků Tchaj-wanu, nacházející se převážně v okrese Chua-lien, na východním pobřeží ostrova Tchaj-wan. Národní park byl založen v době japonské nadvlády již v roce 1937 pod názvem Tsugitaka Taroko. Po druhé světové válce byl vzhledem k politickým změnám zrušen a k obnově došlo až 28. listopadu 1986.

Raritou parku je soutěska Taroko, vytvořená erozní činností řeky Liwu. Ta vytváří na svém toku několik vodopádů. Velké rozdíly nadmořské výšky v rámci celého chráněného území se odráží i v pestrém složení vegetace, procházející několika klimatickými typy. Národní park je domovem pro mnoho různých rostlin i živočichů, včetně vzácných či ohrožených druhů.
Název parku je odvozen od lidí Truku, jedna z etnických skupin původních obyvatel Tchaj-wanu, která tuto oblast začala osídlovat v 17. století.